# Porteria albopunctata
Porteria albopunctata är en spindelart som beskrevs av Simon 1904. Porteria albopunctata ingår i släktet Porteria och familjen Desidae. Inga underarter finns listade i Catalogue of Life.